# Grčka ratna mornarica
Helenska mornarica (HN; grčki: Πολεμικό Ναυτικό – "Polemikó Naftikó" 'ratna mornarica') su pomorske snage Grčke, dio Helenskih oružanih snaga. Moderna grčka mornarica povijesno potječe iz pomorskih snaga raznih Egejskih otoka, koje su se borile u Grčkom ratu za neovisnost. Tijekom razdoblja monarhije (1833. – 1924. i 1936. – 1973.) bila je poznata kao Kraljevska grčka mornarica.
Grčka mornarica je mornarica zelenih voda. Ukupna istisnina flote je oko 150.000 tona i 22. je najveća mornarica na svijetu po ukupnom broju plovila. HN također upravlja brojnim jedinicama mornaričkog zrakoplovstva.

## Oprema
Flota ratnih brodova i pomoćnih čamaca nalazi se u dvije glavne HN pomorske baze na otoku Salamini blizu Pireja i u zaljevu Souda na otoku Kreti. Na međunarodnoj razini, mornarica za svoja plovila koristi prefiks HS (Hellenic Ship).

#### Fregate
Helenska mornarica uglavnom se oslanja na fregate kao svoje primarne površinske jedinice. Flota se sastoji od trinaest fregata klase Hidra klase (Tip: Meko-200HN) i klase Elli. Fregate klase Elli HS i HS Limnos prodane su Grčkoj tijekom izgradnje, a ostale su kupljene izravno od nizozemske mornarice. 

#### Topovnjače
Grčka mornarica upravlja s deset topovnjača Osprey i Asheville klase. Obje klase dizajnirala je helenska mornarica slijedeći modularni koncept tako da se oružje i senzori mogu mijenjati po potrebi. Izgradilo ih je Hellenic Shipyards (HSY) u Grčkoj. Ova su plovila izgledom slična Osprey 55-class. Prvi par naručen je 20. veljače 1990. godine. HS Pyrpolitis porinut je 16. rujna 1992., a HS Polemistis 21. lipnja 1993. Svaki brod može nositi 25 potpuno opremljenih vojnika. Po potrebi se mogu ugraditi alternativne puške i rakete Harpoon. Pyrpolitis je preimenovan u Kasos 11. studenog 2005., prema otoku Kasos u Dodekanezu. Brod se nalazi u području Kasosa, a ime prepoznaje otok i Kasos masakr tijekom Grčkog rata za neovisnost . Dvije topovnjače klase Asheville bivši su brodovi američke mornarice, kupljeni i prebačeni u Grčku 1989.

#### Napadni raketni čamci
Flota se sastoji od devetnaest raketnih čamaca poznatih i kao brzi raketni brod. Dva nova broda (P78 i P79) ušla su u službu 2019. Glavna namjena ovih plovila je ofenzivno protubrodsko ratovanje. Grčka mornarica ima četiri vrste raketnih čamaca. To su klase Roussen (Super-Vita), Laskos (La Combattante III), Kavaloudis (La Combattante IIIb) i Votsis  (La Combattante IIa). Predviđeno je da se brodovi La Combattante IIa stave izvan pogona nakon završetka dvije novonaručene topovnjače Roussen.

#### Podmornice
Podmorničko zapovjedništvo Helenske mornarice upravlja s jedanaest podmornica. Najnoviji i najnapredniji tip kojim se upravlja je klasa Tip 214 Papanikolis, koja se široko smatra među najnaprednijim konvencionalnim (nenuklearnim) pogonskim podmornicama koje su trenutno u službi mornaričkih snaga. Tip 214 je dizel-električna podmornica koju je razvila njemačka Howaldtswerke-Deutsche Werft GmbH (HDW). Sadrži dizelski pogon s pogonskim sustavom neovisnim o zraku (AIP) koji koristi vodikove gorivne ćelije. Ugovor o izgradnji četiri broda za mornaricu potpisan je između veljače 2000. i lipnja 2002. godine. Prvi brod izgrađen je u HDW-u u Kielu u Njemačkoj, a ostatak u Hellenic Shipyards Co. u Skaramangasu u Grčkoj. Grčka mornarica ih je nazvala klasa Papanikolis. Ostali tipovi kojima se upravlja su klasa 209/1100 Glavkos, klasa 209/1200 Poseidon i jedan brod klase 209/1500 AIP Okeanos. 

#### Desantni čamci
Helenska mornarica trenutno upravlja s devet tenkovskih desantnih brodova (LST), pet klase Jason izgrađenih u Grčkoj i četiri klase Zubr ukrajinske/ruske proizvodnje k. Desantne letjelice Jason sposobne su prevesti 287 vojnika plus 22 borbena tenka ili bilo koju drugu kombinaciju drugih oklopnih vozila. Zubr ima vojni kapacitet od ukupno 130 tona tereta s tri borbena tenka, osam oklopnih vozila, deset transportera i 140 vojnika ili njihovim kombinacijama i brzinom od 40 čvorova kada je potpuno natovarena. Klasa Zubr (Projekt 1232.2 / NATO kodno ime: "Pomornik") je desantna letjelica na zračnom jastuku (LCAC). Ova klasa vojnih lebdjelica je od 2012. godine najveća na svijetu, sa standardnim punim deplasmanom od 555 tona. Lebdjelica je dizajnirana za prebacivanje amfibijskih jurišnih jedinica (kao što su marinci i tenkovi) s opremljenih ili neopremljenih plovila na neopremljene obale, kao i za prijevoz i postavljanje pomorskih mina. Kupnja broda HS Cephalonia za grčku mornaricu bila je prvi put da je sovjetski dizajn izgrađen i kupljen od članice NATO -a.

#### Pomočni i drugi brodovi
Helenska mornarica upravlja s petnaest brodova za dopunu i podršku, uključujući tankere za naftu, tankere za vodu i pomoćna plovila. Također upravlja s dva grčka transportna broda klase Pandora, šest obalnih ophodna broda, tri lovca na mine, sedamnaest tegljača (i otvorenog mora i lučkih), četiri oceanografska i znanstveno-istraživačka broda i dva broda za svjetionike. Mornarica također čuva tri memorijalna broda.